# Refuge du Carro
Das Refuge du Carro ist eine Schutzhütte der Sektion Lyon Villeurbanne des Club Alpin Français in Frankreich. Sie liegt im Département Savoie in der Region Auvergne-Rhône-Alpes, innerhalb der Talung Haute-Maurienne auf einer Höhe von 2760 m.
Die Hütte ist während der Skitourensaison von Mitte März bis Mitte Mai und im Sommer von Mitte Juni bis Mitte September bewartet. Die Hütte hat dann 61 Schlafplätze und bietet Verpflegung an. Außerhalb der Bewirtschaftungszeiten gibt es einen offenen Winterraum mit einer Küche ohne Kochgelegenheit und 18 Schlafplätzen.

## Lage
Die Hütte liegt in der Kernzone des Nationalparks Vanoise unterhalb der beiden Seen Lac Blanc und Lac Noir in den Grajische Alpen. Südöstlich der Hütte entspringt der Arc. Der Weg zu den Quellen führt über den Col des Pariotes.

## Zugänge
- Der Sommerweg führt vom Weiler l'Écot () durch das oberste Arctal von Westen zur Hütte, Dauer 3½ Stunden.
- Vom Parkplatz Pont de l'Ouilietta () an der Straße über den Col de l’Iseran südseitige Hänge querend in 4 Stunden.
- Im Winter beginnt der Skiaufstieg wegen der ungeräumten Straße nach l'Écot bereits in Bonneval-sur-Arc und führt im Tal über l'Écot zur Hütte in guten 4 Stunden.[3]

## Tourenmöglichkeiten

### Übergänge
- Col du Nivolet und Rifugio Città di Chivasso über den Col du Carro (3126 m).[4]
- Refuge des Évettes über Col des Pariotes (3080 m), Col de Trièves und Col du Grand Méan (3214 m). Gletscherbegehung Glacier du Mulinet und Glacier du Grand Méan.[4]
- Refuge du Prariond, alpiner vergletscherter Übergang über den Col du Montet (3185 m)[5]

### Gipfeltouren
- Levanna occidentale (3593 m)
- Aiguille Perçée (3497 m, auch Aiguille Percée), nordwestlicher Vorgipfel der Levanna occidentale
- Grande Aiguille Rousse (3482 m), Pas du Bouquetin (3335 m)
- L’Uja (3379 m)[4]

### Kletterrouten
- Cime du Carro (3289 m): Dame de Carro, 6b (VII)[6]
- Nordgrat der Aiguille Perçée, 4b (IV)[7]

### Skitouren
- Levanna occidental
- Aiguille Rousse
- Ouille Noire (3357 m)
- Col du Carro
- Col Perdu (3290 m) von Westen
- Übergang zum Refuge des Évettes